# Descurainia lemsii
Descurainia lemsii är en korsblommig växtart som beskrevs av David Bramwell. Descurainia lemsii ingår i släktet stillfrön, och familjen korsblommiga växter. Inga underarter finns listade i Catalogue of Life.